# Sandra Gerdenitsch
Sandra Gerdenitsch (* 25. Dezember 1973 in Pinkafeld) ist eine österreichische Politikerin der Sozialdemokratischen Partei Österreichs (SPÖ). Vom 17. Februar 2020 bis zum 5. Februar 2025 war sie vom Burgenländischen Landtag entsandtes Mitglied des Bundesrates.

## Leben

### Ausbildung und Beruf
Gerdenitsch besuchte nach der Volksschule in Horitschon und der Unterstufe des Bundesgymnasiums und Bundesrealgymnasium (BG/BRG) in Oberpullendorf die Höhere Lehranstalt für Mode und Bekleidungstechnik in der Herbststrasse, wo sie 1993 maturierte. Anschließend begann sie ein Studium der Betriebswirtschaftslehre an der Wirtschaftsuniversität Wien, dass sie 2001 als Magistra abschloss.
Von 1997 bis 2000 und von 2005 bis 2009 war sie bei Electro Romwalter in Kroatisch Minihof beschäftigt, 2000/01 war sie Junior Controllerin bei der Österreich Werbung und von 2001 bis 2004 sowie von 2009 bis 2015 im Marketing der Raiffeisenlandesbank Niederösterreich-Wien tätig.
2004 wurde sie Mutter einer Tochter und 2006 eines Sohnes. Ende 2021 folgte sie Ingrid Salamon als Obfrau des Vereines Tagesmütter Burgenland nach.

### Politik
Von 2015 bis 2017 war sie Landesfrauengeschäftsführerin der SPÖ Burgenland, seit März 2020 hat diese Position erneut inne. Von 2017 bis Februar 2020 war sie im Amt der Burgenländischen Landesregierung tätig, zunächst als Leiterin des Familienreferates, ab Juli 2018 als Referentin im Büro von Landesrat Norbert Darabos bzw. dessen Nachfolger Heinrich Dorner.
Seit 2019 ist sie Ersatzmitglied des Gemeinderates in Deutschkreutz, außerdem ist sie Mitglied des SPÖ-Bezirksparteivorstandes im Bezirk Oberpullendorf.
Nach der Landtagswahl im Burgenland 2020 folgte sie zu Beginn der XXII. Gesetzgebungsperiode am 17. Februar 2020 Jürgen Schabhüttl als vom Burgenländischen Landtag in den Bundesrat entsandtes Mitglied nach. Am 12. März 2020 wurde sie im Bundesrat angelobt. Im September 2020 wurde sie in Nachfolge von Klaudia Friedl als geschäftsführende SPÖ-Bezirksfrauenvorsitzende im Bezirk Oberpullendorf eingesetzt. Im März 2023 wurde sie zur Stellvertreterin des Bezirksparteivorsitzenden Heinrich Dorner im Bezirk Oberpullendorf gewählt. Nach der Landtagswahl 2025 schied sie aus dem Bundesrat aus.